# Léonce de Bulgarie
Pour les articles homonymes, voir Léonce.
Léonce de Bulgarie (en bulgare Леонтий Български), originaire de Preslav en Bulgarie, est le premier patriarche de l'Église orthodoxe de Bulgarie, au Xe siècle.
D'abord archevêque de Bulgarie en 917, Léonce est de 918 à 928 le premier patriarche de l'Église orthodoxe de Bulgarie, autorité ecclésiastique suprême de la région. Son siège est à Preslav.